# Felix von Longo-Liebenstein
Felix Anton Freiherr von Longo-Liebenstein (* 7. Januar 1803 in Klagenfurt; † 20. Oktober 1881 ebenda) war ein österreichischer Richter und Politiker.

## Familie
Er stammte aus dem ursprünglich tirolerischen Briefadelsgeschlecht Longo von Liebenstein. Longo-Liebenstein war der Sohn von Anton Freiherr von Longo-Liebenstein. Der Vater war Präsident des Stadt- und Landrechtes in Görz und seit 1802 Landstand in Kärnten. Die Mutter war Brigitte geborene Freiin von Todeschi-Eschfeld. Longo-Liebenstein war römisch-katholischer Konfession und heiratete am 22. April 1831 in erster Ehe Ernestine Aloisia Gräfin von Platz (* 1807). Aus der Ehe gingen ein Sohn und zweit Töchter hervor. Am 6. September 1852 heiratete er in zweiter Ehe Anna Maria Kronegger (* 16. Dezember 1823; † 1. Mai 1907). Aus der zweiten Ehe ging der Sohn Anton von Longo-Liebenstein hervor. 

## Leben
Longo-Liebenstein besuchte das Gymnasium in Klagenfurt und Görz. Danach studierte er an den Universitäten Graz und Wien. 1827 wurde er Auskultant in Klagenfurt, danach Aktuar in mehreren italienischen Städten. Im Jahr 1843 wurde er Appellationsrat in Klagenfurt und 1854 zum Oberlandesgerichtsrat in Graz befördert. Ab 1856 war er Oberlandesgerichtsrat in Klagenfurt, bevor er 1863 k.k. Landesgerichtspräsident in Klagenfurt wurde. 1867 trat er in den Ruhestand. Er ist in Maria Wörth, Bez. Klagenfurt-Land, begraben.

## Politik
Wie sein Vater wurde er Mitglied der Kärntner Landstände und Mitglied des großen ständischen Ausschusses in Kärnten. Im Mai 1848 gehörte er der Kärntner Delegation bei Kaiser Ferdinand in Innsbruck an. 1848 wurde er in den Provisorischen Kärntner Landtag gewählt und dort Landtagspräsident. Auch nach der Auflösung des Landtags blieb er bis 1854 Vorsitzender des provisorischen Landtagsausschusses. 1848 war er auch Hauptmann der Nationalgarde in Klagenfurt.

## Auszeichnungen
- Ritter des Leopold-Ordens